# Chess.com
Chess.com is een openbare schaakwebsite. Met meer dan 220 miljoen gebruikers is het de grootste schaaksite ter wereld. Per dag komen er zo'n 100 duizend nieuwe accounts bij. De schaaksite heeft diverse speelopties en varianten. Zo zijn er 'live-partijen' waarbij de speler een aantal minuten de tijd heeft voor de hele partij en er soms een bepaalde tijd bijkrijgt per zet, en 'daily-partijen' waarbij de speler enkele dagen de tijd heeft voor een zet. Bij live partijen zijn er 3 schaaktempo's: Bullet, 2 minuten en minder per persoon, Blitz, 3 tot 5 minuten per persoon en Rapid, 10 minuten en hoger. Voor dagelijkse partijen krijg je een aantal dagen om 1 zet te spelen.

## Rating
Chess.com maakt gebruik van het Glicko-1 ratingsysteem; elke speler heeft een rating. Wanneer de speler verliest, gaat de rating omlaag, als de speler wint, gaat de rating omhoog en bij remise blijft de rating meestal hetzelfde. Bij een sterkere tegenstander kan de rating meer omhoog en minder omlaag gaan. Bij een zwakkere tegenstander is dit omgekeerd.
|        | Bullet       | Blitz       | Rapid             | Daily         |
| ------ | ------------ | ----------- | ----------------- | ------------- |
| Goud   | Hikaru       | Hikaru      | Mykola-Bortnyk    | francisbegbie |
| Zilver | Firouzja2003 | GMWSO       | AnishOnYoutube    | XQUSE         |
| Brons  | nihalsarin   | Bigfish1995 | Oleksandr-Bortnyk | Mackus        |

## Clubs
Op Chess.com zijn verschillende clubs, bijvoorbeeld eentje voor een land of eentje van een groep vrienden. Iedereen kan zo'n club maken. Spelers kunnen van meerdere clubs lid worden. Clubs kunnen zogenaamde 'teammatches' spelen, waarbij verschillende spelers van de ene club tegen verschillende spelers van de andere club spelen om hun club te laten winnen. Een club kan ook een intern toernooi houden.

## Leagues
Elk jaar worden er verschillende leagues gehouden, zoals de 'Open World League'. In deze leagues strijden verschillende clubs om de winnaar te worden of om van divisie te promoveren.

## Esports World Cup
In december 2024 kondigde Chess.com hun samenwerking met de Esports World Cup Foundation aan: vanaf 2025 zou competitief schaken voor het eerst deel uitmaken van het Esports World Cup (EWC) spelprogramma. De organisaties hebben een driejarige overeenkomst gesloten. Schaakgrootmeester Magnus Carlsen is betrokken als de officiële ambassadeur. Chess.com streeft ernaar om op deze manier zowel een breder publiek als meer sponsoren aan te trekken.
Schaakspelers in het 2025 toernooi kwalificeerden zich via de Champions Chess Tour, georganiseerd door Chess.com. Vervolgens namen de 16 gekwalificeerde spelers deel aan het EWC-toernooi, waar zij wedstrijden speelden van 10 minuten zonder increment.